# スターリング (カウンシル・エリア)
スターリング (Stirling) は、スコットランドに32あるカウンシル・エリアの一つ。行政の中心はシティのスターリング。
2012年の推定人口は約91,000人。1994年のスコットランド地方自治法を基に、創設された。それまでの自治体であったスターリングシャーのうちフォルカークを除いたエリアに該当する。
東側はクラックマナンシャー、南側はノース・ラナークシャー、南東はフォルカーク、北北東はパース・アンド・キンロス、北北西はアーガイル・アンド・ビュート、南西はイースト・ダンバートンシャー、ウェスト・ダンバートンシャーとそれぞれ接している。